# Aomi
Aomi (青海) é uma área em Koto (Tóquio), Japão. Suas subdivisões consistem em Aomi 1 e 2 chome. Aomi faz parte da Baía de Tóquio Aterro #13 e Tokyo Rinkai Satellite City Center. Seu código postal é 135-0064.

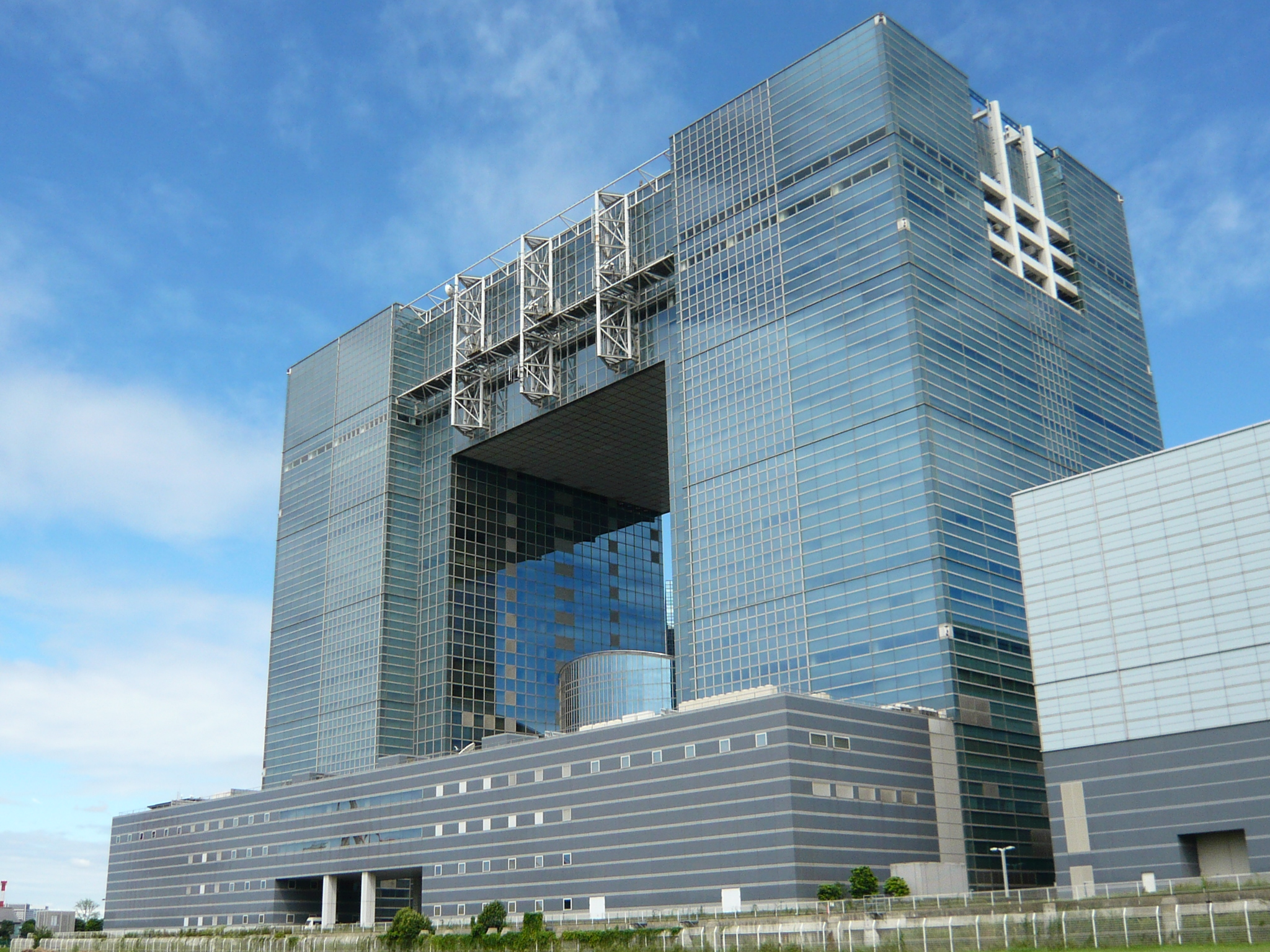
Telecom Center

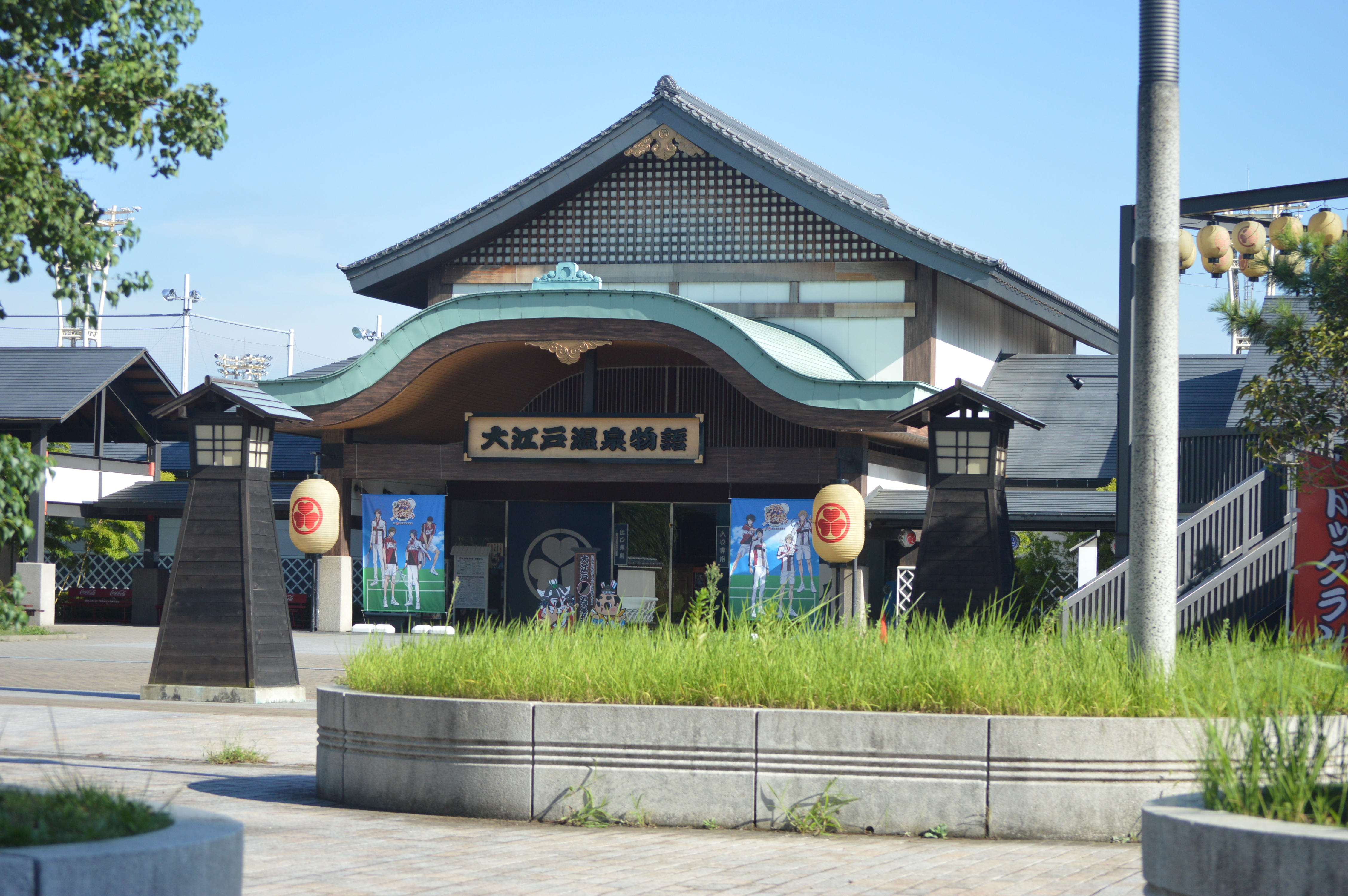
Ōedo Onsen Monogatari

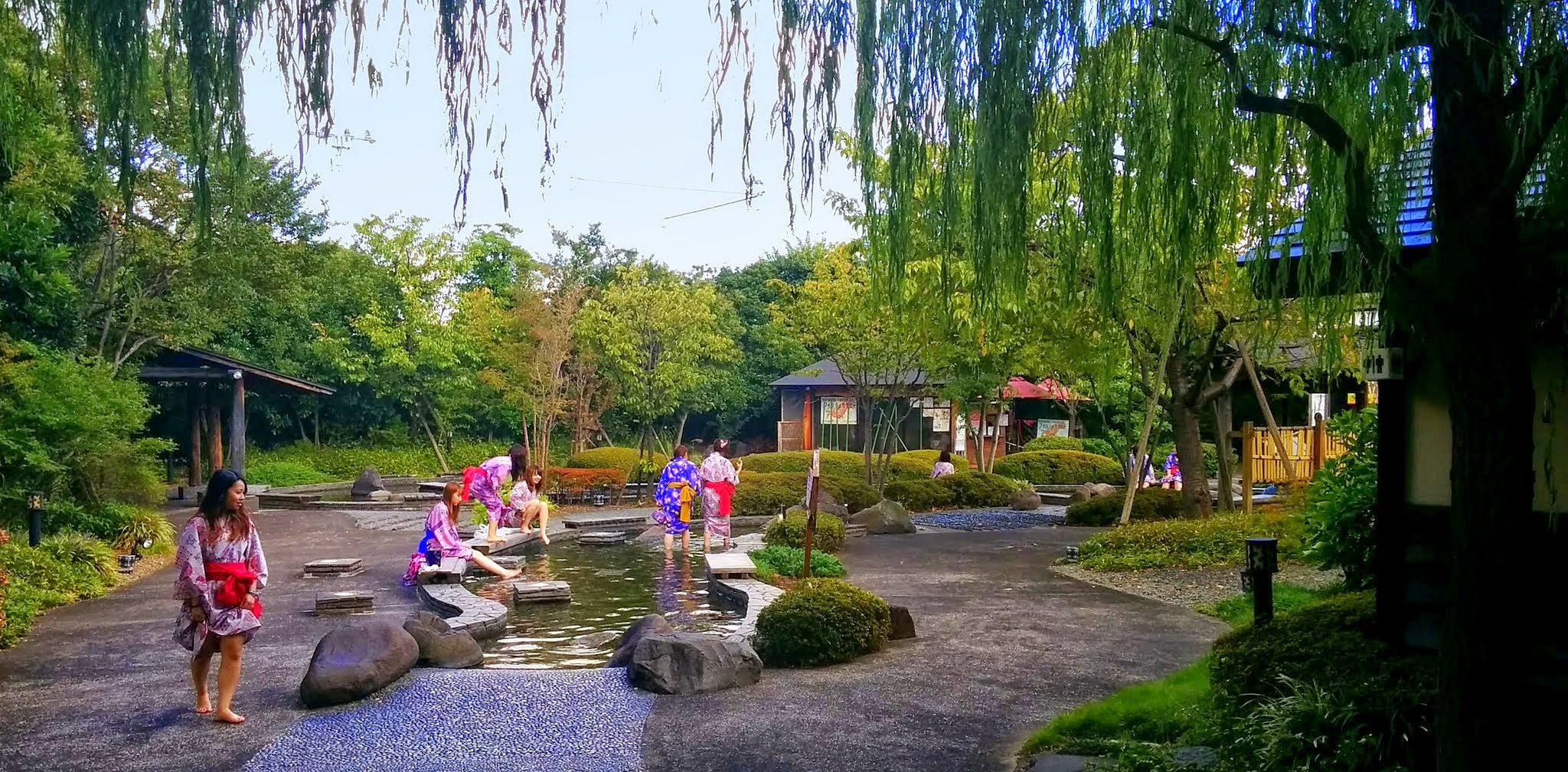
Ōedo Onsen Monogatari

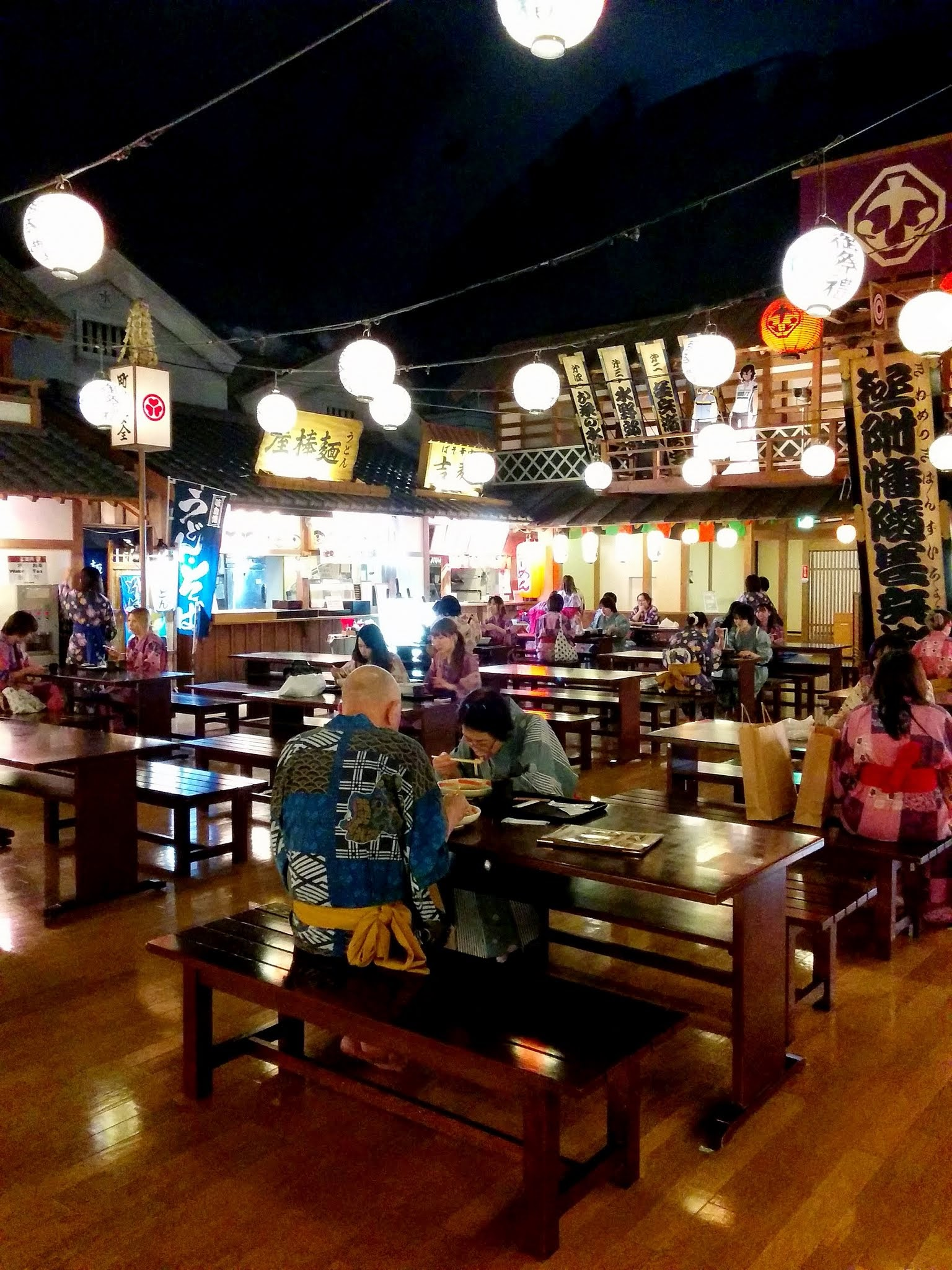
Ōedo Onsen Monogatari

Muitas instalações importantes estão localizadas em Aomi, como o museu científico Miraikan, Oedo-Onsen-Monogatari (Sentō), o Palette Town (incluindo o centro comercial VenusFort, a roda-gigante Daikanransha de 115 metros, o auditório de Zepp Tokyo, Megaweb - a sala de exposições da Toyota) e um Instituto Nacional de Tecnologia. Existe ainda um porto marítimo no Porto de Tóquio com grandes instalações (doca de Aomi) e o terminal de contêineres Aomi. Mais da metade da área de Aomi 2 chome é dedicada ao armazenamento portuário e cargas.
A extensão de área de Aomi foi reivindicada em 1946, de modo que todas as árvores foram plantadas e não há animais grandes, exceto gatos de rua. Vários tipos de aves selvagens e peixes podem ser observados.